# دي. بي. نيوتن
دي. بي. نيوتن (بالإنجليزية: D. B. Newton)‏ (14 يناير 1916، كانساس سيتي في الولايات المتحدة - 30 يونيو 2013، بيند في الولايات المتحدة)؛ كاتب سيناريو وروائي أمريكي.

## روابط خارجية
- دي. بي. نيوتن على موقع IMDb (الإنجليزية)
- دي. بي. نيوتن على موقع قاعدة بيانات الفيلم (الإنجليزية)